# Бременски музиканти
Бременски музиканти (у оригиналу на немачком: Die Bremer Stadtmusikanten) су једна од бајки браће Грим. 
Прича, укратко, гласи овако: Ислужени магарац, осећајући да му се ближи крај, јер је газда незадовољан његовим радом, одлучује да пође у Бремен и тамо постане градски музичар. Уз пут му се придружују пас, мачка и петао, који живе у сличним околностима у својим домаћинствима. Сви они имају намеру да у Бремену постану музичари.
Кад се смрачило, они стану да преспавају у шуми. Међутим, петао угледа светло у даљини и они сви одлуче да крену тамо у потрази за бољим преноћиштем. Кад су стигли до куће, угледали су у њој банду разбојника како се госте. Онда се попну: пас на магарца, мачка на пса, петао на мачку и крену да њиште, лају, мјаучу и кукуричу из све снаге. Од тога се разбојници преплаше и побегну, а четири пријатеља у кући нађу храну и пријатно преноћиште.
Нешто касније, разбојници пошаљу једног од њих назад, у извидницу. Он уђе у замрачену кућу и једино угледа мачје очи за које је мислио да су остаци огњишта. Кад им се приближи, мачка га угребе, магарац ритну, пас уједе, а петао закукурика. Разбојник се јако препаде и побеже.
Од тада се разбојници нису више појављивали, а 4 пријатеља су у кући живели спокојно и срећно.
Симболика одласка у Бремен, као начин за ослобађање, се огледа у томе што је ово био слободан трговачки град у коме се није живело под феудалном влашћу.